# Hylaeus yaguarae
Hylaeus yaguarae là một loài Hymenoptera trong họ Colletidae. Loài này được Schrottky mô tả khoa học năm 1913.